# Trematomus bernacchii
Espèce
Trematomus bernacchii est un « poisson des glaces » de la famille des Nototheniidae.